# André Marc Schneider
Pour les articles homonymes, voir Schneider.

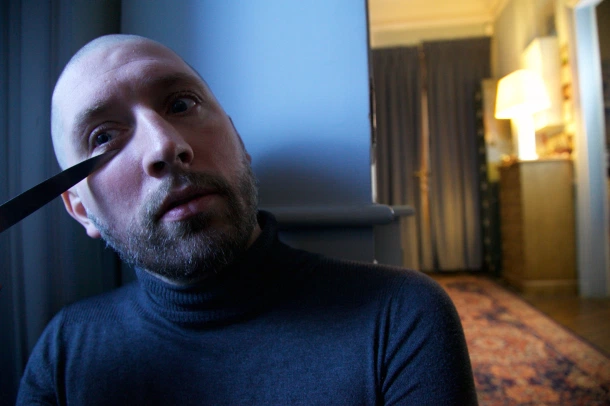
Schneider dans "Les Fantômes" (2018).

André Marc Schneider (né le 10 mars 1978 à Hildesheim en Allemagne) est un acteur, réalisateur, producteur de cinéma associé, scénariste, dialoguiste, adaptateur et auteur allemand.

## Biographie
André Schneider grandit à Hildesheim en Basse-Saxe et en Angleterre à Christchurch. Il prend des cours de danse à Londres, où il est scolarisé. À partir de 1990, il joue enfant des petits rôles au théâtre à Hildesheim et obtient ses premiers rôles dans des courts métrages dès 1992 ; en particulier dans An American in Hildesheim (1994) et dans Tagtraum (1995), dont il écrit le scénario.
Il est à Hanovre en 1997 où il est seul sur scène pour Holocaust: André Schneider liest Paul Celan, puis dans d'autres villes pour son spectacle de chansons Sleepless Cities, dont il sort un CD édité en édition limitée à cent exemplaires.
Il passe son baccalauréat (Abitur en allemand) en 1998 et étudie ensuite la philologie indienne, l'histoire de l'art de l'Inde et l'histoire contemporaine à l'université libre de Berlin, il suit aussi des cours de théâtre et commence ensuite sa carrière en Angleterre et en Irlande en tant qu'« humoriste solo ». 
André Schneider fonde en 2003 sa société de production intitulée « Vivàsvan Pictures », qui produit entre autres Deed Poll, Half Past Ten et Alex und der Löwe. En 2012, André Schneider est le premier Allemand à être l'invité d'honneur du festival francophone de Dunas à la Grande Canarie. Il y présente son premier film en français, Le Deuxième Commencement. Il publie à l'automne 2013 la première biographie de l'actrice Marisa Mell, Die Feuerblume. On le voit ensuite aux côtés de Manuel Blanc dans le thriller One Deep Breath. À l'été 2015, André Schneider joue le rôle principal de Sur les traces de ma mère qui sort en novembre 2016.
La même année, André Schneider travaille avec Alexandre Vallès pour Boulevard Voltaire, drame filmé à propos des attaques islamistes de Paris du 13 novembre 2015. Il joue en mars 2017 dans un film dirigé par Antony Hickling, Frig, d'après Les Cent Vingt Journées de Sodome. En 2018, il a joué le rôle principale dans Les Fantômes, un thriller qu'il a aussi écrit. Le film était dirigé par Alexandre Vallès.
En outre André Schneider écrit régulièrement de 2013 à 2015 dans le magazine Männer et aussi en 2014 pour le magazine Séparée. Il vit à Strasbourg. Il parle couramment anglais, français et espagnol en plus de l'allemand sa langue natale.
Son autobiographie Le jour se lève est écrite pendant la pandémie de Covid-19 et publiée en français en février 2023.

## Filmographie
- 2004 : Deed Poll (Les insatiables)
- 2008 : Der Mann im Keller
- 2008 : Dix heures et demie du soir en hiver (Half Past Ten)
- 2009 : Alex und der Löwe (Nos jours légers)
- 2012 : Men to kiss
- 2012 : Le Deuxième Commencement
- 2012 : Blues
- 2014 : One Deep Breath (avec Manuel Blanc)
- 2016 : Sur les traces de ma mère
- 2017 : Boulevard Voltaire (film)
- 2018 : Frig
- 2018 : Les Fantômes (avec Judith Magre, Sophie Tellier et Pierre Emö)
- 2026 : Deviens génial (avec Manu Payet)
- 2026 : Perfect Strangers
- 2026 : Pentimento